# Banihal
Banihal là một thị xã và là nơi đặt ủy ban khu vực quy hoạch (notified area committee) của quận Doda thuộc bang Jammu và Kashmir, Ấn Độ.

## Địa lý
Banihal có vị trí 33°25′B 75°12′Đ / 33,42°B 75,2°Đ Nó có độ cao trung bình là 1666 mét (5465 foot).

## Nhân khẩu
Theo điều tra dân số năm 2001 của Ấn Độ, Banihal có dân số 2729 người. Phái nam chiếm 57% tổng số dân và phái nữ chiếm 43%. Banihal có tỷ lệ 68% biết đọc biết viết, cao hơn tỷ lệ trung bình toàn quốc là 59,5%: tỷ lệ cho phái nam là 79%, và tỷ lệ cho phái nữ là 55%. Tại Banihal, 12% dân số nhỏ hơn 6 tuổi.